# Liste der Naturdenkmale in Rathenow
Die Liste der Naturdenkmale in Rathenow enthält alle Naturdenkmale der brandenburgischen Stadt Rathenow und ihrer Ortsteile im Landkreis Havelland, welche durch Rechtsverordnung geschützt sind. (Stand: 2014)
In den Spalten befinden sich folgende Informationen:
- Nr.: Identifizierungsnummer nach veröffentlichter Liste. Sie wird von der unteren Naturschutzbehörde des Landkreises oder der kreisfreien Stadt vergeben. Wenn sie bekannt ist, wird sie angegeben. In dieser Spalte kann sich zusätzlich das Wort Wikidata befinden, der entsprechende Link führt zu Angaben zu diesem Naturdenkmal bei Wikidata.
- Bezeichnung: Benennung des Naturdenkmals, in der Regel wird bei Bäume die Baumart genannt. Bekannte Eigennamen werden mit angegeben.
- Gemarkung: Ort oder Gemarkung, in der sich das Naturdenkmal befindet
- Lage: Nennt die Lage des Naturdenkmals im jeweiligen Ortsteil und die geografischen Koordinaten des Naturdenkmals. Link zu einem Kartenansichtstool, um Koordinaten zu setzen. In der Kartenansicht sind Naturdenkmale ohne Koordinaten mit einem roten beziehungsweise orangen Marker dargestellt und können in der Karte gesetzt werden. Denkmale ohne Bild sind mit einem blauen bzw. roten Marker gekennzeichnet, Denkmale mit Bild mit einem grünen beziehungsweise orangen Marker.
- Beschreibung: die Beschreibung des Naturdenkmales
- Schutzzweck: Erläutert den Grund der Unterschutzstellung
- Bild: Zeigt ein Bild des Naturdenkmales und gegebenenfalls ein Link zu weiteren Fotos im Medienarchiv Wikimedia Commons

## Böhne
| Bild                                    | Bezeichnung             | Lage | Beschreibung | Schutzzweck | Nummer |
| --------------------------------------- | ----------------------- | --- | --- | ----------- | ------ |
| BW                                      | Alte Eiche              | Böhne, östlicher Ortsrand, Hilgenwiese 5/97/3 (52° 33′ 39,5″ N, 12° 18′ 31,9″ O)                               | von ehemals fünf alten Eichen erhalten geblieben. Diese Bäume wurden durch Verfügung des Landrates von Genthin am 5. August 1934 unter Naturschutz gestellt. Zeugnis früherer Kulturlandschaftsbewirtschaftung und Element einer wahrscheinlich ursprünglichen Bestockung; Zeugnis früherer Kulturlandschaftsbewirtschaftung - weit ausladenden Krone mit Kronendurchmesser von 24 Metern; im Bereich des Stammfußes an mehreren Stellen Fruchtkörper des Wulstigen Lackporlings (Ganoderma adspersum), dadurch intensive Weißfäule im Stammfuß- und Wurzelbereich; große Öffnung unten am Stamm, lässt auf ausgefaulten, hohlen Stammfuß schließen - Altersschätzung: 250 Jahre - Stammumfang 555 - seit 1959 |             | 0006 B |
| BW                                      | Ortsrand-Eiche          | Böhne, östlicher Ortsrand, Grashof 5/97/3 (52° 33′ 39″ N, 12° 18′ 31,6″ O)                                     | Zeugnis früherer Kulturlandschaftsbewirtschaftung und bildet mit anderen Bäumen die westliche Abgrenzung des Grashofes; sonstige landeskundlich/kulturelle Gründe, Zeugnis früherer Kulturlandschaftsbewirtschaftung - offensichtlich verbliebener Teil eines Zwillingbaumes, unmittelbar neben dem Baum befindet sich der mächtige Stammumfangbben eines zweiten Baumes; leicht gekrümmten Stamm; gute Vitalität - Altersschätzung: etwa 250 Jahre - Stammumfang 380 - seit 1959 |             | 0007 B |
| Direkt Bild zu diesem Denkmal hochladen | Mausoleumsberg Linde    | Böhne, am Mausoleumsberg 6/25/1 ()                                                                             | Aufgrund der Eigenartigkeit in ihrer Erscheinung und des historischen Standortes stellt die Linde eine besondere Naturschönheit dar - starke, Armstärke erreichenden Wurzelausschläge; zeltartig aufgebrochenen Stamm; stamm- und wurzelstockfaul; Anzeichen beginnender Verbretterung; Vitalität III - Altersschätzung: etwa 150 bis 180 Jahre - Stammumfang 405 - seit 1950 Rat des Kreises Genthin |             | 0010 B |
| Direkt Bild zu diesem Denkmal hochladen | Linde am Mausoleumsberg | Böhne, am Mausoleumsberg 6/25/1 ()                                                                             | Aufgrund der Eigenartigkeit in ihrer Erscheinung und des historischen Standortes stellt die Linde eine besondere Naturschönheit dar - in unmittelbarer Nachbarschaft zum Naturdenkmal ND 0010B (Mausoleumsberg Linde); Baumhöhe etwa 25 Meter; einseitige Krone; drei Starkastausbrüche; Vitalität III - Altersschätzung: etwa 150 bis 180 Jahre - Stammumfang 265 - seit 1950 Rat des Kreises Genthin |             | 0011 B |
| Direkt Bild zu diesem Denkmal hochladen | Fennkiefer              | Böhne, südöstlich Böhner Fenn, am Fennweg zwischen dem oberen „Böhner Pappert“ und dem „Böhner Fenn“ 6/25/1 () | sichtexponiert am Fennweg; Stammaufbau und sein Erscheinungsbild stellen eine Naturschönheit dar, die man so frei stehend nur selten zu sehen bekommt. markanter Baum mit für die Art seltenen Stammumfang - mächtiger Stamm und Tafelborke; in einigen Stellen der Krone gehäuft Totholz; einige Hauptäste gänzlich abgestorben; im Bereich des Stammfußes kleinere Faulstellen; Höhe etwa 28,5 Meter - Stammumfang von 308 - 78-18/72 vom 7. September 1972 |             | 0012 B |

## Rathenow
| Bild                                    | Bezeichnung                                  | Lage | Beschreibung | Schutzzweck | Nummer     |
| --------------------------------------- | -------------------------------------------- | --- | --- | ----------- | ---------- |
| Fotos hochladen                         | Lindenallee an der Stadtschleuse in Rathenow | Rathenow, an der Stadtschleuse 25/1/17 (52° 36′ 24,1″ N, 12° 20′ 8,8″ O)                                            | Allee mit 15 Linden (Tilia cordata), beidseitig an einem Weg neben der Stadtschleuse Rathenow; Objekt an historischem Standort; markante Baumgruppe am historischen Platz - einige Baume wegen Verkehrssicherheit gefällt und durch Neupflanzungen ersetzt; Höhe der alten Bäume etwa 16 Meter; Stammumfänge (in 1,30 Metern gemessen) von 1,60 bis 4,10 Meter; zwei Bäume vor dem Schleusenwärterhaus aufgrund von Ausfaulungen in den Kronenästen um 30 % gekappt; gute Vitalität - die älteren Bäume werden auf etwa 150 Jahre geschätzt - 27. April 1937 durch OB Rathenow                                                    |             | 0033 BA    |
| Weitere Bilder Fotos hochladen          | Die 9 Schillschen-Eichen                     | Rathenow, auf dem ehemaligen Turnplatz; jetzt Sportplatz der Jahn-Schule 27/233/1 (52° 36′ 38,1″ N, 12° 21′ 3,9″ O) | neun Stieleichen (Quercus robur), mitten auf dem ehemaligen Alten Turnplatz (jetzt Sportplatz Friedrich-Ludwig-Jahn-Gymnasium Rathenow); gepflanzt anlässlich des tausendjährigen Bestehens des Deutschen Reiches 1843; ehemals elf Eichen: zehn Eichen im Kreis symbolisieren vergangene Jahrhunderte, Eiche in der Mitte das neue Jahrhundert; Bäume stellen seltenes, eigenartiges und schönes Element des Ortes mit hohem landeskundlichem und kulturellem Wert dar - acht Eichen im Kreis und eine Eiche im Kreismittelpunkt; Vitalität II-III; Befall durch Schwefelporling und Eichen-Feuerschwamm - seit 1955 im Kataster |             | 0036 BG    |
| Weitere Bilder Fotos hochladen          | Eiche in der Leibnizstraße                   | Rathenow, auf der Mittelinsel der Wilhelm-von-Leibniz-Straße 27/122/1 (52° 36′ 53,4″ N, 12° 20′ 48,7″ O)            | sichtexponiert in der Wilhelm-von-Leibniz-Straße; Restbestand eines früheren Eichenbestandes am ehemaligen Aaskutenberg der heutigen Nordsiedlung; besonders markanter Baum - breit ausladende Krone; Vitalität III - Stammumfang: 363 - seit 1955 im Kataster |             | 0037 B     |
| Weitere Bilder Fotos hochladen          | Eibengruppe                                  | Rathenow, Berliner Straße 61 34/32 (52° 36′ 19,2″ N, 12° 20′ 39,2″ O)                                               | ähnliche Baumgruppe (männlich und weiblich) und in dem fortgeschrittenen Alter und Dimension ist im Umkreis und im Landkreis nicht häufig; seltenes, eigenartiges und schönes Element des Ortes mit hohem landeskundlichem und kulturellem Wert dar - weibliche und männliche Eibe, etwa sechs Meter voneinander entfernt stehend; nur leichte Schäden an den Bäumen; Vitalität I - Stammumfang: 198, 90 - seit 1955 im Kataster |             | 0038/39 BG |
| Direkt Bild zu diesem Denkmal hochladen | Friedenslinde                                | Rathenow, Mühlenstraße 24/9/40 ()                                                                                   | aufgrund der Namensgebung vermutlich 1870/71 zur Beendigung des Deutsch-Französischen Krieges als Friedensbaum gepflanzt; Ortsbild-Prägung; historischer Bezug - Stamm- und Stockfäule; Kronenstämmling diametral ausfaulend; Vitalität I - geschätztes Alter von etwa 140 Jahren - Stammumfang: 354 - seit 1955 im Kataster |             | 0040 B     |
| Direkt Bild zu diesem Denkmal hochladen | Weide am Karpfenteich                        | Rathenow, auf dem LAGA-Gelände am Karpfenteich 8/154 ()                                                             | Repräsentant seiner Art; besonders markanter Baum - stamm- und wurzelfaul; Krichbruch; Zustand der kompletten Zersetzung; Befall mit Schwefelporling; starke Kronenreduzierung - geschätztes Alter; 120 Jahre - Stammumfang: 647 - seit 1955 im Kataster |             | 0041 B     |
| Direkt Bild zu diesem Denkmal hochladen | Esche auf der Magazininsel                   | Rathenow, auf dem LAGA-Gelände am Mühlenweg 8/173 ()                                                                | Repräsentant seiner Art; besonders markanter Baum - drastische Schnittmaßnahmen (Entfernung von Starkästen) wegen Freischnitt für Energieleitung; starker Bewuchs mit Efeu - geschätztes Alter 120 Jahre - Stammumfang: 552 - seit 1955 im Kataster |             | 0042 B     |
| Direkt Bild zu diesem Denkmal hochladen | Maulbeergruppe auf der Magazininsel          | Rathenow, auf der Magazininsel 7/100/27 ()                                                                          | fünf Maulbeerbäume (Morus alba); bereits im Jahr 1934 erstmals unter Schutz gestellt; Baumgruppe als Zeugen der Seidenraupenzucht in Rathenow, welche um 1788 durch Königlichen Erlass ihren Anfang hatte; Ortsbild-Prägung; historischer Bezug - Totholz in unterschiedlichen Stärken; bei einigen Bäumen ausgefaulte Kronenvergabelungen im Stammkopf; eingebaute A-Stützen zur Sicherung der bruchgefährdeten Kronenäste - seit 5. August 1934 Kreis Genthin |             | 0043 BG    |
| BW                                      | Blutbuche                                    | Rathenow, am Bahnübergang Gustav-Freytag-Straße 48/195 (52° 35′ 29,3″ N, 12° 20′ 3,3″ O)                            | Repräsentant seiner Art; Ortsbild-Prägung; besonders markanter Baum; - Baum mit breit ausladenden Krone; Vitalität I - Alter geschätzt - Stammumfang: 379 - seit 1955 im Kataster |             | 0046 B     |

## Steckelsdorf
| Bild | Bezeichnung          | Lage                                                                       | Beschreibung | Schutzzweck | Nummer |
| ---- | -------------------- | -------------------------------------------------------------------------- | --- | ----------- | ------ |
| BW   | Steckelsdorfer Linde | Steckelsdorf, in der Lindenstraße 1/227 (52° 36′ 21,9″ N, 12° 16′ 59,8″ O) | vermutlich im Jahr 1820 nach dem Dorfbrand 1819 als Zeichen des Wiederaufbaus gepflanzt; Ortsbild-Prägung; besonders markanter Baum - im Jahr 1970 um zehn Metern in der Höhe gekappt; aufgrund der Wuchsfreudigkeit und der guten Vitalität wieder stattliche Höhe von 16 Meter - Stammumfang: 264 - seit 1955 im Kataster |             | 0050 B |